# Spoorlijn Mannheim - Rastatt
De spoorlijn Mannheim – Rastatt tussen Mannheim en Rastatt, ook wel Rheinbahn genoemd, is een Duitse spoorlijn als lijn 4020 onder beheer van DB Netze.

## Geschiedenis
Het traject werd door de Badischen Staatsbahn op 4 augustus 1870 geopend. Het traject van de Hardtbahn maakte tot 1913 onderdeel uit van dit traject. De spoorstrip geeft de spoorlijn sinds 1913 aan.

## Treindiensten

### Deutsche Bahn
De Deutsche Bahn verzorgt het personenvervoer op het traject tussen Mannheim en Karlsruhe met RB-treinen.

### Stadtbahn Karlsruhe
De Stadtbahn Karlsruhe verzorgt het personenvervoer op het traject tussen Karlsruhe en Rastatt met tram-treinen.

## Aansluitingen
In de volgende plaatsen is of was er een aansluiting van de volgende spoorlijnen:

### Mannheim
- Rheintalbahn, spoorlijn tussen Mannheim en Basel
- Riedbahn spoorlijn tussen Mannheim / Worms en Frankfurt am Main, vroeger ook naar Darmstadt
- Pfälzische Ludwigsbahn spoorlijn tussen Mannheim en Saarbrücken
- Mainz – Ludwigshafen spoorlijn tussen Ludwigshafen en Mainz
- Main-Neckar-Eisenbahn spoorlijn tussen Frankfurt am Main en Heidelberg / Mannheim
- HSL Rhein/Main – Rhein/Neckar spoorlijn tussen Frankfurt am Main en Mannheim
- HSL Mannheim – Stuttgart spoorlijn tussen Mannheim en Stuttgart
- Rhein-Haardtbahn spoorlijn tussen Mannheim en Bad Dürkheim
- Oberrheinische Eisenbahn spoorlijn tussen Mannheim en Heidelberg
- Oberrheinische Eisenbahn spoorlijn tussen Mannheim en Weinheim
- Oberrheinische Eisenbahn spoorlijn tussen Mannheim en Heddesheim
- Mannheimer Verkehrs Verbund (MVV) stadstram in Mannheim/Ludwigshafen
- Verkehrsbetriebe Ludwigshafen (VBL) stadstram in Ludwigshafen/Mannheim

### Karlsruhe

#### Karlsruhe Kurpfalz
Aan het traject van de Badische Hauptbahn tussen Mannheim en Basel werd aan de Ettlinger Tor ongeveer 500 meter ten zuiden van Karlsruher Marktplatz door Friedrich Eisenlohr een station gebouwd. Het station werd op 1 april 1843 geopend met aan de zuidzijde een depot en aan de oostzijde een goederenstation. Het traject met een spoorbreedte van 1600 mm werd enkele jaren later omgebouwd tot 1435 mm en liep door de tegenwoordige Kriegstraße. De plaats van het station werd daarna ingenomen door de Markthallen en rond 1960 door het Badischen Staatstheaters. Het goederenstation werd in 1997 afgebroken en aan de B 10 toegevoegd.
- Rheintalbahn, spoorlijn tussen Mannheim en Basel
- Hardtbahn spoorlijn tussen Karlsruhe en Graben
- Baden-Kurpfalz-Bahn spoorlijn tussen Heidelberg en Karlsruhe

#### Karlsruhe Hbf
De bouw van een nieuw station van August Stürzenacker begon in 1910 en werd in de nacht van 22 op 23 oktober 1913 geopend. Het postkantoor werd aan de oostzijde gebouwd en het kopstation van de Albtalbahn (toen smalspoor) werd aan de westzijde gebouwd.
- Rheintalbahn, spoorlijn tussen Mannheim en Basel
- Karlsruhe – Mühlacker spoorlijn tussen Karlsruhe en Mühlacker
- Pfälzische Maximiliansbahn spoorlijn tussen Neustadt an der Weinstraße en Karlsruhe/Wissembourg
- HSL Karlsruhe – Basel spoorlijn tussen Karlsruhe en Basel
- Albtal-Verkehrs-Gesellschaft diverse trajecten rond Karlsruhe
  - Stadtbahn Karlsruhe diverse trajecten rond Karlsruhe

### Rastatt
- Rheintalbahn, spoorlijn tussen Mannheim en Basel
- Murgtalbahn spoorlijn tussen Rastatt en Freudenstadt
- DB 4242, spoorlijn tussen Haguenau en Rastatt

## Elektrische tractie
Het Duitse traject werd geëlektrificeerd met een spanning van 15.000 volt 16⅔ Hz wisselstroom.